# Copa del Rey de fútbol 1911
La Copa del Rey de Fútbol 1911 fue la novena edición de esta competición. El torneo se disputó en el campo de Jolaseta, situado en el barrio de Neguri de Guecho (Vizcaya) entre el 9 y el 15 de abril de 1911 y fue ganado por el Athletic Club, siendo el cuarto título de Copa obtenido por los bilbaínos.
La edición de 1911 se caracterizó por ser una de las más convulsas de la historia del torneo a raíz de una denuncia por alineación indebida contra el equipo anfitrión del torneo, el Athletic Club. Esta denuncia no prosperó, pero acabó causando incidentes, protestas airadas de otros equipos y la retirada de varios de ellos; lo que impidió un desarrollo normal del torneo. Como nota histórica, cabe reseñar que el Athletic Club, jugó el torneo con hasta cinco jugadores del Club Atlético de Madrid que en aquella época era sucursal del equipo bilbaíno.

## Torneo en Vizcaya
Para poner fin al cisma de la anterior edición (el cual propició la celebración de dos campeonatos), la Federación Española de Clubs aceptó que el torneo se disputará por primera vez en Vizcaya, provincia del vigente campeón, el Athletic Club. De esta forma satisfacía las reclamaciones de los equipos disidentes de la Unión Española de Clubs, que reclamaban que el torneo no se disputara siempre en Madrid y que fuera organizado en la ciudad del ganador de la anterior edición. Dado que el Athletic Club había ganado el torneo de Copa de los equipos no federativos del año anterior, la Federación decidió organizar el torneo de Copa en Jolaseta, el campo de fútbol que el Athletic Club tenía en el municipio vizcaíno de Guecho. Eso permitió reconducir el cisma y permitió la presencia del Athletic y de la Real Sociedad de Foot-Ball en el torneo organizado por la Federación. El Madrid Foot-Ball Club, tercer equipo que protagonizó la escisión del año anterior, estaba en horas bajas y no pudo clasificarse.

## Desarrollo

### Equipos participantes
Los equipos que acudieron al torneo de Guecho fueron: Athletic Club, Real Sociedad, Bilbao (no confundir con Bilbao F. C.), F. C. Barcelona, C. D. Español de Barcelona, Gimnástica Española, R. C. Fortuna de Vigo, Santander F. C. y los equipos de las Academias de Artillería, Caballería e Infantería. El Real Club Deportivo de La Coruña y el equipo de la Academia de Ingenieros se dieron de baja a última hora.
| Athletic Club Bilbao Real Sociedad de Foot-Ball | Foot-Ball Club Barcelona Club Deportivo Español | Sociedad Gimnástica Española Academia de Infantería de Toledo Academia de Artillería de Segovia Academia de Caballería de Valladolid Academia de Ingenieros de Guadalajara | Real Club Fortuna de Vigo Real Club Deportivo de la Sala Calvet | Santander Foot-ball Club |

## Fase final
En la primera jornada, disputada el 9 de abril se enfrentaron en una ronda previa los dos equipos locales, el Athletic Club y el Bilbao, venciendo al Fortuna de Vigo y a la Academia de Artillería respectivamente por 2-0 y 2-1. Sin embargo tras la disputa de estos partidos estalló la gran polémica. Los integrantes de la Real Sociedad denunciaron que el Athletic había incurrido en alineación indebida en el partido ante el Fortuna de Vigo. La denuncia estaba basada en que los bilbaínos habían alineado a dos jugadores ingleses, Sloop y Martin, que no cumplían la condición federativa de llevar dos años residiendo en España, condición que sí cumplía otro tercer jugador inglés del equipo, Veitch. Los donostiarras pidieron la retirada de los jugadores extranjeros y la repetición del partido. La denuncia no prosperó. La tensión fue en aumento hasta llegar al punto de que los jugadores de la Real Sociedad se retiraron del torneo y regresaron a San Sebastián, a petición de sus propios padres.
Al día siguiente el Español de Barcelona se deshizo de la Academia de Infantería y la Academia de Caballería del Santander Foot-ball Club. El día 12 de abril se completaron los partidos de cuartos con el derbi entre equipos bilbaínos, que ganó el Athletic con claridad, y el F. C. Barcelona-Sociedad Gimnástica Española. En el partido entre Barcelona y Gimnástica se volvió a desatar el escándalo. El Barça ganó con autoridad por 4-0, pero los madrileños impugnaron el partido por alineación indebida del portero catalán. En este caso la Federación dio la razón a la impugnación y se ordenó repetir el partido, pero el Barcelona se negó alegando la alineación de los ingleses del Athletic y finalmente fue descalificado y la Gimnástica pasó a la siguiente ronda. Diferentes crónicas atestiguan la existencia de una agresión física con una llave inglesa a un jugador de la Gimnástica en el hotel de concentración que tenía en Bilbao.
El 14 de abril, en el partido de semifinales, se produjo un plante del Español y la Academia de Caballería que se negaron a jugar su partido en solidaridad con el Fortuna de Vigo. Mientras en el otro partido, se dio también un desenlace insólito. En el descanso, cuando el Athletic ganaba por 2-0, los jugadores de la Gimnástica de Madrid se retiraron del encuentro, aduciendo que de jugar la segunda parte iban a perder el tren que les llevaba a Madrid.
El torneo iba a terminar de forma lamentable y caótica, sin disputarse una final, pero finalmente el Español de Barcelona, reconsideró su postura de boicot, decidió quedarse en Guecho y disputarle el título al Athletic en la final.

### Eliminatorias
|  | Octavos de final | Octavos de final         |               |   | Cuartos de final | Cuartos de final |  |  | Semifinal   | Semifinal   |  |  | Final       | Final       |
|  | 9 de abril       | 9 de abril               |               |   | 10 y 12 de abril | 10 y 12 de abril |  |  | 14 de abril | 14 de abril |  |  | 15 de abril | 15 de abril |
|  |                  |                          |               |   |                  |                  |  |  |             |             |  |  |             |             |
|  |                  |                          |               |   |                  |                  |  |  |             |             |  |  |             |             |
|  |                  |                          |               |   |                  |                  |  |  |             |             |  |  |             |             |
|  | Athletic Club    | 2                        |               |   |                  |                  |  |  |             |             |  |  |             |             |
|  | Athletic Club    | 2                        |               |   |                  |                  |  |  |             |             |  |  |             |             |
|  | Fortuna de Vigo  | 0                        |               |   |                  |                  |  |  |             |             |  |  |             |             |
|  | Fortuna de Vigo  | 0                        | Athletic Club | 4 |                  |                  |  |  |             |             |  |  |             |             |
|  |                  |                          |               | 4 |                  |                  |  |  |             |             |  |  |             |             |
|  |                  | Bilbao                   | 1             |   |                  |                  |  |  |             |             |  |  |             |             |
|  | Bilbao           | Bilbao                   | 1             | 2 |                  |                  |  |  |             |             |  |  |             |             |
|  | Bilbao           |                          |               | 2 |                  |                  |  |  |             |             |  |  |             |             |
|  | A. A. Segovia    | 1                        |               |   |                  |                  |  |  |             |             |  |  |             |             |
|  | A. A. Segovia    | 1                        | Athletic Club | 2 |                  |                  |  |  |             |             |  |  |             |             |
|  |                  |                          |               | 2 |                  |                  |  |  |             |             |  |  |             |             |
|  |                  | Gimnástica de Madrid     | 0             |   |                  |                  |  |  |             |             |  |  |             |             |
|  |                  | Gimnástica de Madrid     | 0             |   |                  |                  |  |  |             |             |  |  |             |             |
|  |                  |                          |               |   |                  |                  |  |  |             |             |  |  |             |             |
|  |                  |                          |               |   |                  |                  |  |  |             |             |  |  |             |             |
|  | F. C. Barcelona  | 4                        |               |   |                  |                  |  |  |             |             |  |  |             |             |
|  | F. C. Barcelona  | 4                        |               |   |                  |                  |  |  |             |             |  |  |             |             |
|  |                  | Gimnástica de Madrid     | 0             |   |                  |                  |  |  |             |             |  |  |             |             |
|  |                  | Gimnástica de Madrid     | 0             |   |                  |                  |  |  |             |             |  |  |             |             |
|  |                  |                          |               |   |                  |                  |  |  |             |             |  |  |             |             |
|  |                  |                          |               |   |                  |                  |  |  |             |             |  |  |             |             |
|  | Athletic Club    | 3                        |               |   |                  |                  |  |  |             |             |  |  |             |             |
|  | Athletic Club    | 3                        |               |   |                  |                  |  |  |             |             |  |  |             |             |
|  |                  | C. D. Español            | 1             |   |                  |                  |  |  |             |             |  |  |             |             |
|  |                  | C. D. Español            | 1             |   |                  |                  |  |  |             |             |  |  |             |             |
|  |                  |                          |               |   |                  |                  |  |  |             |             |  |  |             |             |
|  |                  |                          |               |   |                  |                  |  |  |             |             |  |  |             |             |
|  | C. D. Español    | 6                        |               |   |                  |                  |  |  |             |             |  |  |             |             |
|  | C. D. Español    | 6                        |               |   |                  |                  |  |  |             |             |  |  |             |             |
|  |                  | A. I. Toledo             | 0             |   |                  |                  |  |  |             |             |  |  |             |             |
|  |                  | A. I. Toledo             | 0             |   |                  |                  |  |  |             |             |  |  |             |             |
|  |                  |                          |               |   |                  |                  |  |  |             |             |  |  |             |             |
|  |                  |                          |               |   |                  |                  |  |  |             |             |  |  |             |             |
|  | C. D. Español    |                          |               |   |                  |                  |  |  |             |             |  |  |             |             |
|  |                  |                          |               |   |                  |                  |  |  |             |             |  |  |             |             |
|  |                  | A. C. Valladolid         |               |   |                  |                  |  |  |             |             |  |  |             |             |
|  |                  |                          |               |   |                  |                  |  |  |             |             |  |  |             |             |
|  |                  |                          |               |   |                  |                  |  |  |             |             |  |  |             |             |
|  |                  |                          |               |   |                  |                  |  |  |             |             |  |  |             |             |
|  | A. C. Valladolid | 1                        |               |   |                  |                  |  |  |             |             |  |  |             |             |
|  | A. C. Valladolid | 1                        |               |   |                  |                  |  |  |             |             |  |  |             |             |
|  |                  | Santander Foot-ball Club | 0             |   |                  |                  |  |  |             |             |  |  |             |             |
|  |                  | Santander Foot-ball Club | 0             |   |                  |                  |  |  |             |             |  |  |             |             |
|  |                  |                          |               |   |                  |                  |  |  |             |             |  |  |             |             |
|  |                  |                          |               |   |                  |                  |  |  |             |             |  |  |             |             |

### Final
Se disputó el 15 de abril de 1911 en el campo de la Jolaseta. El partido fue claramente ganado por el Athletic Club por 3-1. Los goles bilbaínos fueron marcados por Veitch, Belaunde y Garnica. El gol españolista lo marcó Neyra. Curiosamente, en el Athletic Club no jugó la final ninguno de los jugadores ingleses causantes de la polémica.
| 1  | POR | Luis Astorquia         |  |
| 2  | DEF | Juan Arzuaga           |  |
| 3  | DEF | Roque Allende          |  |
| 4  | MED | Remigio Iza            |  |
| 5  | MED | José María Belauste    |  |
| 6  | MED | Perico Mandiola        |  |
| 7  | DEL | Luis Belaunde          |  |
| 8  | DEL | Severino Zuazo         |  |
| 9  | DEL | Manolo Garnica         |  |
| 10 | DEL | Andrew Veitch          |  |
| 11 | DEL | Alejandro Smith Ybarra |  |

| 1  | POR | Pedro Gibert     |  |
| 2  | DEF | Alfredo Massana  |  |
| 3  | DEF | Álvarez          |  |
| 4  | MED | Heredia          |  |
| 5  | MED | Santiago Massana |  |
| 6  | MED | Plácido Buylla   |  |
| 7  | DEL | Beovide Barenys  |  |
| 8  | DEL | Armando Giralt   |  |
| 9  | DEL | Antonio Neyra    |  |
| 10 | DEL | Manuel Castillo  |  |
| 11 | DEL | Emilio Sempere   |  |

| 1T' · 1T' · 2T' | Veytch Belaunde Garnica | 1:0 2:0 3:0 |

| 2T' | Neyra | 3:1 |

| Principal | Martyr |

| 1  | POR | Luis Astorquia         |  |
| 2  | DEF | Juan Arzuaga           |  |
| 3  | DEF | Roque Allende          |  |
| 4  | MED | Remigio Iza            |  |
| 5  | MED | José María Belauste    |  |
| 6  | MED | Perico Mandiola        |  |
| 7  | DEL | Luis Belaunde          |  |
| 8  | DEL | Severino Zuazo         |  |
| 9  | DEL | Manolo Garnica         |  |
| 10 | DEL | Andrew Veitch          |  |
| 11 | DEL | Alejandro Smith Ybarra |  |

| 1  | POR | Pedro Gibert     |  |
| 2  | DEF | Alfredo Massana  |  |
| 3  | DEF | Álvarez          |  |
| 4  | MED | Heredia          |  |
| 5  | MED | Santiago Massana |  |
| 6  | MED | Plácido Buylla   |  |
| 7  | DEL | Beovide Barenys  |  |
| 8  | DEL | Armando Giralt   |  |
| 9  | DEL | Antonio Neyra    |  |
| 10 | DEL | Manuel Castillo  |  |
| 11 | DEL | Emilio Sempere   |  |

| 1T' · 1T' · 2T' | Veytch Belaunde Garnica | 1:0 2:0 3:0 |

| 2T' | Neyra | 3:1 |

| Principal | Martyr |

| 1  | POR | Luis Astorquia         |  |
| 2  | DEF | Juan Arzuaga           |  |
| 3  | DEF | Roque Allende          |  |
| 4  | MED | Remigio Iza            |  |
| 5  | MED | José María Belauste    |  |
| 6  | MED | Perico Mandiola        |  |
| 7  | DEL | Luis Belaunde          |  |
| 8  | DEL | Severino Zuazo         |  |
| 9  | DEL | Manolo Garnica         |  |
| 10 | DEL | Andrew Veitch          |  |
| 11 | DEL | Alejandro Smith Ybarra |  |

| 1  | POR | Pedro Gibert     |  |
| 2  | DEF | Alfredo Massana  |  |
| 3  | DEF | Álvarez          |  |
| 4  | MED | Heredia          |  |
| 5  | MED | Santiago Massana |  |
| 6  | MED | Plácido Buylla   |  |
| 7  | DEL | Beovide Barenys  |  |
| 8  | DEL | Armando Giralt   |  |
| 9  | DEL | Antonio Neyra    |  |
| 10 | DEL | Manuel Castillo  |  |
| 11 | DEL | Emilio Sempere   |  |

| 1T' · 1T' · 2T' | Veytch Belaunde Garnica | 1:0 2:0 3:0 |

| 2T' | Neyra | 3:1 |

| Principal | Martyr |

| 1  | POR | Luis Astorquia         |  |
| 2  | DEF | Juan Arzuaga           |  |
| 3  | DEF | Roque Allende          |  |
| 4  | MED | Remigio Iza            |  |
| 5  | MED | José María Belauste    |  |
| 6  | MED | Perico Mandiola        |  |
| 7  | DEL | Luis Belaunde          |  |
| 8  | DEL | Severino Zuazo         |  |
| 9  | DEL | Manolo Garnica         |  |
| 10 | DEL | Andrew Veitch          |  |
| 11 | DEL | Alejandro Smith Ybarra |  |

| 1  | POR | Pedro Gibert     |  |
| 2  | DEF | Alfredo Massana  |  |
| 3  | DEF | Álvarez          |  |
| 4  | MED | Heredia          |  |
| 5  | MED | Santiago Massana |  |
| 6  | MED | Plácido Buylla   |  |
| 7  | DEL | Beovide Barenys  |  |
| 8  | DEL | Armando Giralt   |  |
| 9  | DEL | Antonio Neyra    |  |
| 10 | DEL | Manuel Castillo  |  |
| 11 | DEL | Emilio Sempere   |  |

| 1T' · 1T' · 2T' | Veytch Belaunde Garnica | 1:0 2:0 3:0 |

| 2T' | Neyra | 3:1 |

| Principal | Martyr |

|                       |
| Campeón Athletic Club |
| 4.º título            |